# قطار شب به میلان
قطار شب به میلان (انگلیسی: Night Train to Milan) با نامِ اصلیِ جنایتکار (ایتالیایی: Il criminale)، یک فیلم دلهره‌آور به کارگردانی مارچلو بالدی است که در سال ۱۹۶۲ میلادی منتشر شد.

## بازیگران
- جک پالانس
- ایوان فورنو
- آندره‌آ ککی
- سالوو رندونه
- فرانکو فابریتسی
- آلفردو ریتسو
- رناتو ترا
- انتسو پتیتو